# Josep Costa Sobrepera

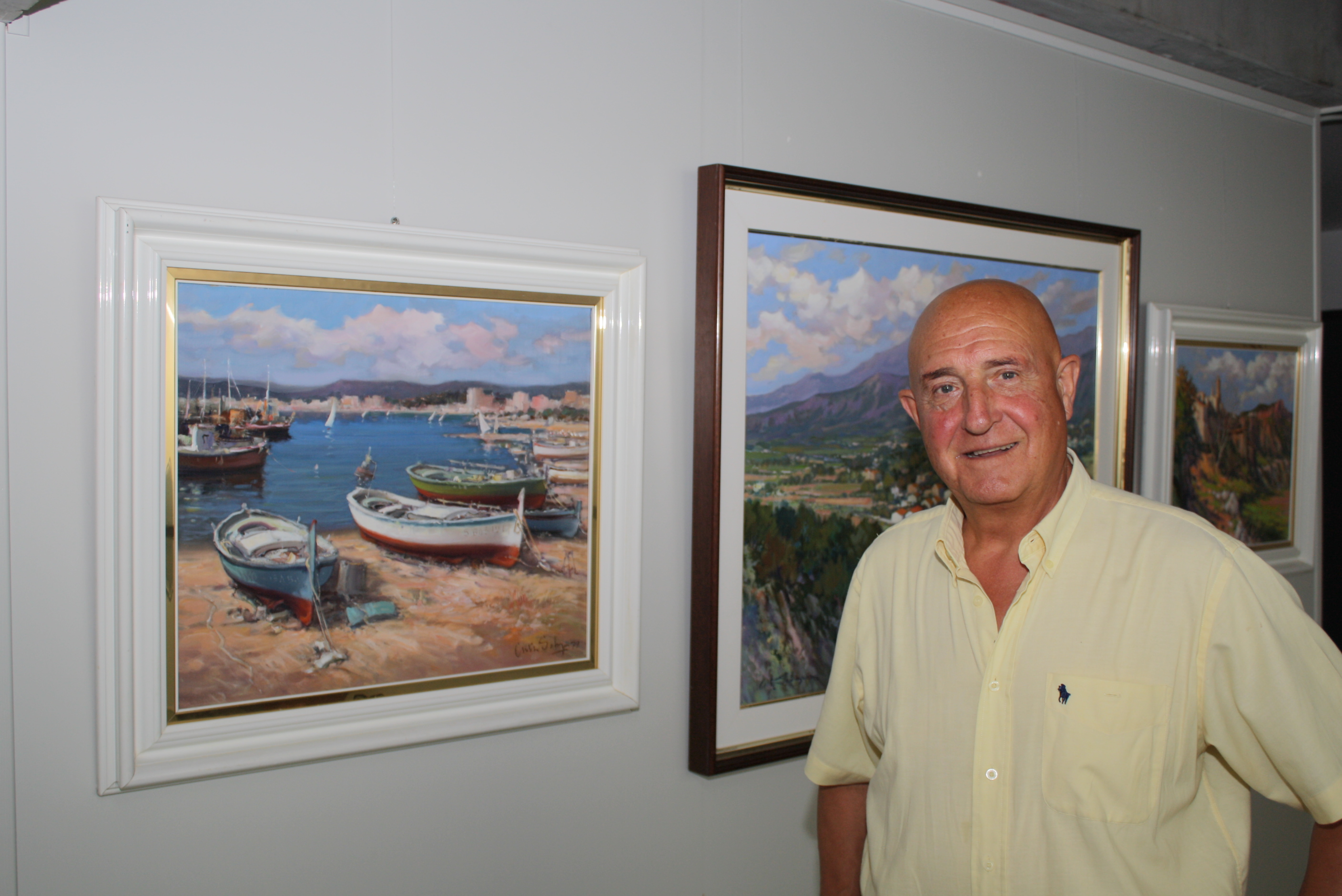
Josep Costa Sobrepera (2012)

Josep Costa Sobrepera (* 30. Juni 1937 in Palafrugell, Katalonien) ist ein Maler von figurativen Darstellungen und Landschaften in Öl und Wasserfarben.

## Leben
Der Sohn von Eltern, die in der Korkindustrie arbeiteten, wurde von seinen Lehrern als Künstler erkannt. Er erhielt Abendkurse an der örtlichen Schule der Künste und bekam mit 16 seinen ersten Job in der Werkstatt des Meisterschmieds Joan Gich. Die erste öffentliche Ausstellung seiner Werke war im Jahr 1955 in der Library of Palafrugell, angetrieben von seinem Lehrer Lluís Medir Jofra.
Später wurden seine Werke in der Bibliothek und anderen Zentren der Stadt ausgestellt. Seit 1958 nahm er an nationalen und internationalen Veranstaltungen teil und gewann einige Preise. In den 1960ern wurde von mehreren Unternehmen als technischer Ingenieur beschäftigt und lehrte Abendkurse an der School of Arts and Crafts in Palafrugell, als Ersatz für seinen Lehrer. Im Jahr 1966 schrieb er sich an der School of Industrial Engineers in Barcelona ein.
Bis 1971 lebte er in Barcelona, wo er sein erstes Studio hatte, und schrieb sich als Zuhörer an der Schule der Schönen Künste ein, wo er Künstlern wie Martinez Lozano traf. Er kehrte 1972 nach Palafrugell zurück, um sich ganz der Malerei zu widmen. In den folgenden Jahren stellte er seine Arbeiten in verschiedenen Galerien in ganz Katalonien und Spanien aus, darunter Barcelona's Sala Rovira, und wurde in verschiedenen Wettbewerben, national und international, ausgezeichnet.

## Werke
- Ecstasy. The hopes of a desire (1953)
- Women (India, 1998)
- Home (India 1998)
- Market (Guatemala, 1987)
- Market Street (Guatemala, 1987)
- Morning Light (Palamós, 1999)
- Boats (La Selva, 2004)
- The veil of light (Sweden, 1997)

## Ausstellungen
| Jahr | Galerie                                  | Ort                  | Beschreibung                                                               |
| ---- | ---------------------------------------- | -------------------- | -------------------------------------------------------------------------- |
| 1955 | Library Palafrugell                      | Palafrugell          | Ausstellung von Wasserfarben                                               |
| 1956 | Library Palafrugell                      | Palafrugell          | Ausstellung von Wasserfarben                                               |
| 1957 | Savings Bank von the Province von Girona | Palafrugell          | Einzelausstellung von Ölgemälden                                           |
| 1958 | Savings Bank von the Province von Girona | Palafrugell          | Einzelausstellung von Ölgemälden                                           |
| 1958 | City Hall                                | Figueres             | Ausstellung von Wasserfarben                                               |
| 1973 | Sala Rovira                              | Barcelona            | Ausstellung                                                                |
| 1974 | Art Room Empordà                         | Palafrugell          | Einzelausstellung von Ölgemälden and Wasserfarben                          |
| 1975 | Art Room Empordà                         | Palafrugell          | Ausstellung von Wasserfarben                                               |
| 1975 | Art Room and Colour                      | Vic                  | Ausstellung von Wasserfarben                                               |
| 1975 | The Vaults                               | Olot                 | Ausstellung von Wasserfarben                                               |
| 1976 | Art Room Empordà                         | Palafrugell          | Ausstellungs                                                               |
| 1976 | Caixa Girona                             | Palafrugell          | Ausstellung                                                                |
| 1976 | Art Room and Colour                      | Vic                  | Ausstellung                                                                |
| 1976 | Gallery Tramontana                       | Barcelona            | Ausstellung                                                                |
| 1976 | Pension Girona                           | Palafrugell          | Ausstellung                                                                |
| 1976 | Art Galleries Tramontana                 | Palamos              | Ausstellung                                                                |
| 1977 | Llorens Room                             | Barcelona            | Ausstellung                                                                |
| 1977 | Art Room Armengol                        | Olot                 | Ausstellung                                                                |
| 1978 | Art Room Empordà                         | Palafrugell          | Ausstellung                                                                |
| 1979 | Gallery Rhodes                           | Figueres             | Ausstellung                                                                |
| 1979 | Llorens Room                             | Barcelona            | Ausstellung                                                                |
| 1980 | Gallery Bonanova                         | Barcelona            | Ausstellung                                                                |
| 1980 | Art Galleries Tramontana                 | Barcelona            | Ausstellung                                                                |
| 1980 | Art Room Empordà                         | Palafrugell          | Ausstellung                                                                |
| 1981 | Art Room Empordà                         | Palafrugell          | Ausstellung                                                                |
| 1981 | Art Room Empordà                         | Palafrugell          | 81 Christmas Ausstellung                                                   |
| 1982 | Art Gallery Joseph Buckwheat             | Figueres             | Einzelausstellung von Ölgemälden                                           |
| 1982 | Art Room Empordà                         | Palafrugell          | Einzelausstellung von Ölgemälden                                           |
| 1982 | Studio Villa Clara                       | La Bisbal            | Einzelausstellung von Ölgemälden                                           |
| 1982 | House von Culture Josep Pla              | Palafrugell          | Ausstellung                                                                |
| 1983 |                                          | Mirapeis             | Ausstellung                                                                |
| 1983 | Art Room Empordà                         | Palafrugell          | Einzelausstellung von Ölgemälden                                           |
| 1984 | Art Room Empordà                         | Palafrugell          | Einzelausstellung von Ölgemälden                                           |
| 1984 | Art Galleries The Cloister               | Girona               | Ausstellung                                                                |
| 1986 | Gallery Forum                            | Girona               | Ausstellung                                                                |
| 1986 |                                          | Madrid               | Ausstellung in conjunction with the American Chamber von Commerce in Spain |
| 1987 | Art Gallery Mayte Muñoz                  | Barcelona and Madrid | Ausstellung                                                                |
| 1987 | Art Room Gabernia                        | Valencia             | Ausstellung                                                                |
| 1987 | Gallery Forum                            | Girona               | Ausstellung                                                                |
| 1988 | Art Gallery Intellect                    | Sabadell             | Einzelausstellung von Ölgemälden                                           |
| 1988 | Art Room and Colour                      | Vic                  | Ausstellung                                                                |
| 1988 | Art Gallery Mayte Muñoz                  | Barcelona            | Ausstellung                                                                |
| 1988 | Chelsea Art Gallery                      | Manresa              | Ausstellung                                                                |
| 1988 | Art Room Empordà                         | Palafrugell          | Ausstellung                                                                |
| 1988 | Art Gallery Petritxol                    | Barcelona            | Ausstellung                                                                |
| 1989 | Art Gallery Mayte Muñoz                  | Madrid               | Ausstellung                                                                |
| 1989 | Art Room Rovira                          | Sabadell             | Ausstellung                                                                |
| 1989 | Art Room Intellect                       | Sabadell             | Ausstellung                                                                |
| 1990 | Watt's Art Gallery                       | Castellar del Vallès | Ausstellung                                                                |
| 1990 | Art Room Lloveras                        | Terrace              | Ausstellung                                                                |
| 1990 | Art Gallery The Cloister                 | Girona               | Ausstellung                                                                |
| 1990 | heather Room                             | Manresa              | Ausstellung                                                                |
| 1991 | Art Room Lloveras                        | Terrace              | Ausstellung                                                                |
| 1991 | Art Room El Corte Ingles                 | Barcelona            | Ausstellung                                                                |
| 1992 | Art Room xipella                         | Manresa              | Ausstellung                                                                |
| 1992 | Art Room Rovira                          | Sabadell             | Ausstellung                                                                |
| 1996 | Trondhjems Art Gallery                   | Norway               | Ausstellung                                                                |
| 1996 | Gallery Gunvor                           | Norway               | Ausstellung                                                                |
| 1997 | Gallery E. Hellingsen                    | Ålesund              | Ausstellung                                                                |
| 1998 | Art Room-4                               | Palafrugell          | Ausstellung                                                                |
| 1999 | Trondhjems Art Gallery                   | Norway               | Ausstellung                                                                |
| 1999 | Art Galleries Calella                    | Calella              | Ausstellung                                                                |
| 2000 | Gallery E. Hellingsen                    | Ålesund              | Ausstellung                                                                |
| 2000 | Art Gallery Mayte Muñoz                  | Barcelona            | Ausstellung                                                                |
| 2000 | House von Culture Plum Cove              | Clubs                | Ausstellung                                                                |
| 2001 | Salon du Val d'Or                        | France               | Ausstellung                                                                |
| 2003 | Art Room xipella                         | Manresa              | Einzelausstellung von Ölgemälden                                           |
| 2004 | Art Room Goya El Corte Ingles            | Madrid               | Einzelausstellung von Ölgemälden                                           |
| 2006 | Art Gallery Thuiller & Colours           | Paris                | Ausstellung                                                                |
| 2007 | Municipal Theatre                        | Palafrugell          | Ausstellung „Sobrepera Coast“                                              |
| 2008 | Civic Center                             | Portbou              | Ausstellung                                                                |
| 2011 | Ca Plum                                  | Clubs                | Ausstellung                                                                |
| 2012 | Municipal Theatre                        | Palafrugell          | Ausstellung                                                                |